# Cardarigano

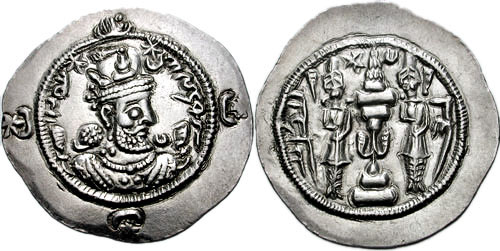
Dracma de r.

Fronteira romano-persa na Antiguidade Tardia

Cardarigano (em grego: Καρδαριγάν; romaniz.: Kardarigán; em latim: Cardariganus) foi um general sassânida do final do século VI, ativo durante o reinado do xá Hormisda IV (r. 579–590), que lutou na guerra bizantino-sassânida de 572-591. Uma vez que ele é registrado como sendo velho o bastante para ter um sobrinho adulto em 586, é incerto se é o general de mesmo nome que lutou na guerra final no começo do século VII. Seu nome é na verdade um título honorífico e significa "falcão negro".

## Biografia
Cardarigano aparece pela primeira vez como comandante das forças persas no norte da Mesopotâmia no final de 582, onde opôs-se a invasão de Arzanena sob João Mistacão e derrotou-o na Batalha do rio Ninfeu. Na campanha de 583, liderou o cerco ao forte de Afumo, mas abandonou-o para ajudar a repelir um ataque bizantino no recém-construído forte de Acbas. No outono de 584, enquanto preparava-se para uma incursão em solo bizantino, foi forçado a voltar para leste para combater uma invasão bizantina sob Filípico. Filípico retirou-se diante de Cardarigano, abandonando a campanha. Em 585, enquanto Filípico adoeceu, Cardarigano partiu numa ofensiva, sitiando a base bizantina de Monocarto. O cerco falhou, e ele marchou para norte em direção a Martirópolis, a base de Filípico; após saquear um mosteiro próximo da cidade, contudo, retornou para território persa.
No verão de 586, atacou o exército de Filípico em Solacão, comandando a divisão central do exército. A batalha terminou numa pesada derrota, e embora o próprio Cardarigano tenha escapado, os sobreviventes de seu exército sofreram enormemente por sua decisão de destruir os suprimentos de água do exército antes da batalha, numa tentativa de endurecer a determinação de seus homens. No entanto, enquanto Filípico começou um ataque à fortaleza de Clomaro, Cardarigano conseguiu montar uma força improvisada, composta em sua maioria de camponeses. Ele então marchou para Clomaro e uniu seu exército com os defensores, forçando o general bizantino a levantar o cerco. Nada mais se sabe sobre ele, até outro (ou possivelmente o mesmo) general com aquele nome aparecer cerca de 605.